# Sharman Macdonald
Sharman McDonald est une écrivaine, dramaturge et scénariste écossaise, née le 8 février 1951 à Glasgow, en Écosse (Royaume-Uni).

## Biographie
Mariée en 1976 à l'acteur Will Knightley, elle est la mère de l'actrice Keira Knightley.

## Filmographie
- 1989 : Wild Flowers (TV)
- 1997 : Sound on Film (série TV) : épisode The Music Practice
- 1997 : L'Invitée de l'hiver (The Winter Guest)
- 2008 : The Edge of Love
- 2009 : Windfall

## Littérature
- 1986 : The Beast
- 1988 : Night Night

## Théâtre
- 1984 : When I Was a Girl, I Used to Scream and Shout
- 1988 : The Brave
- 1988 : When We Were Women
- 1991 : All Things Nice
- 1992 : Shades
- 1995 : The Winter Guest
- 1995 : Borders of Paradise
- 1998 : Sea Urchins
- 1998 : Hey, Persephone (opéra)
- 1999 : After Juliet
- 2005 : The Girl with Red Hair
- 2005 : Broken Hallelujah